# Postia pappi Jaakobille
 Postia pappi Jaakobille è un film del 2009 diretto da Klaus Härö.
Il film è stato distribuito internazionalmente anche con il titolo in inglese Letters to Father Jacob.

## Trama
Finlandia, anni '70. Leila Sten, condannata all'ergastolo per omicidio del cognato, nel corso della detenzione non aveva chiesto permessi, accettato visite o letto la corrispondenza pervenutale; dopo 12 anni di detenzione apprende di essere stata graziata, senza sapere chi sia stato l'autore dell'istanza. Il direttore del carcere le indica come possibile impiego l'assistenza ad un anziano pastore luterano, che vive in campagna. In mancanza di alternative, Leila accetta a malincuore l'incarico, consistente nel leggere al pastore, ormai cieco, le molte lettere che gli pervengono e nello scrivere le risposte dettate dal prete. Quest'ultimo ha quale unico ed atteso appuntamento quotidiano la ricezione della posta ad opera del portalettere che, in bicicletta, preannuncia il suo arrivo con la locuzione “C'è posta per il pastore Jakoob!” (che dà il titolo al film). Le lettere hanno ad oggetto per lo più richieste di preghiere o di consigli e vengono custodite nella camera del pastore, sotto un letto che è pieno di corrispondenza.
L'interruzione dell'arrivo della posta, la tensione dei rapporti tra Laila ed il postino, l'iniziale indifferenza ed insofferenza di Leila (che scopre che l'autore della richiesta di grazia è stato il pastore) creano una situazione di forte disagio, che porta padre Jakoob a ritenere che sia giunta la sua ora e Leila a decidere di abbandonare il servizio e a tentare il suicidio. Entrambi riprendono tuttavia i rispettivi ruoli, fino al punto che Leila – fingendo di leggere una lettera al pastore - confida la propria storia (un'infanzia infelice, in cui la madre picchiava la sorella maggiore che difendeva Leila) e le motivazioni che l'hanno indotta all'omicidio (la difesa in favore della sorella, maltrattata e picchiata di continuo dal marito), con la certezza di non poter ricevere il perdono da nessuno e di avere rovinato l'esistenza alla sorella Liisa. Padre Jakoob, comprendendo che si trattava della vita di Leila, le riferisce che l'effettiva ispiratrice della richiesta di grazia era Liisa, che con molte lettere aveva implorato il pastore di intercedere per lei e la consola, quanto al perdono, con il pensiero che “ciò che è impossibile per gli uomini, è possibile per Dio”.

## Riconoscimenti
- Internationales Filmfestival Mannheim-Heidelberg
  - 2009: Großer Preis von Mannheim-Heidelberg[5]
- Cairo International Film Festival
  - 2009: Golden Pyramide[6]
- Nordische Filmtage Lübeck
  - 2009: Audience Prize[7]
- Jussi (festival del cinema finlandese)
  - 2010: Miglior film, Migliore regia, Miglior attore protagonista, Migliore musica (nomination per migliore attrice protagonista)[8]
- Santa Barbara International Film Festival
  - 2010 The Best International Film Award[9]
- Festival du cinéma nordique (Rouen)
  - Miglior attore e migliore attrice protagonista[10]